# Oxira ruficauda
Oxira ruficauda är en fjärilsart som beskrevs av W. Warren 1910. Oxira ruficauda ingår i släktet Oxira och familjen nattflyn. Inga underarter finns listade i Catalogue of Life.